# Darío Gandín
Darío Alejandro Gandín (Santa Fe Capital, Provincia de Santa Fe, Argentina, 7 de diciembre de 1983) es un futbolista argentino. Juega como delantero y su primer equipo fue Platense. Actualmente milita en Club Atlético Miramar de Córdoba.

## Trayectoria
El delantero surgió de las divisiones inferiores de Agua y Energía de Santa Fe donde fue dirigido por su padre Eusebio. También pasó por Sportivo Italiano. En la temporada 2000/2001 pasó al Platense.
En 2002 pasó a Atlético de Rafaela y tuvo su debut en primera división. En el año 2004 pasó a Colón de Santa Fe donde estuvo hasta 2006.
En 2006 pasó al Club León del fútbol mexicano de la Primera A, y regresó, después de seis meses, a Gimnasia de Jujuy donde estuvo hasta 2007. Ese mismo año vuelve a Colón.
En 2008 pasa al Club Atlético Independiente de Avellaneda, que le compró el 50 % del pase en 1.200.000. Se desempeñó allí durante dos años. En julio de 2010 se incorpora a uno de los grandes de México, el Club Necaxa, a cambio de 1.500.000 dólares por el 50 % del pase. Al final de dicha temporada el equipo desciende. 
En el 2011 vuelve al Atlético de Rafaela.
En julio de 2013 regresa, por tercera vez en su carrera, a Colón.
Se dedica a dirigir la escuela de fútbol infantil “La Redondita” junto a Iván Juárez y Gabriel Airaudo, quienes fueron compañeros suyos en la “Crema”.
En el Torneo Apertura 2009 se convirtió en el 31° jugador que logra anotar dos veces para el Rojo ante su histórico rival en los clásicos de Avellaneda. El resultado fue 2 a 1.
Tras 11 años, en el 2014 vuelve a jugar en la B Nacional de Argentina, la última vez fue en el año 2003 con Atlético Rafaela.
Luego de una larga inactividad debido a que su carrera se vio interrumpida atento a la suspensión del futbol por un largo periodo de tiempo, Dario recalo en el Club Atlético Miramar gracias a la gestión del intendente Adrián Walker.

## Clubes
| Club                             | País      | Año       |
| -------------------------------- | --------- | --------- |
| Platense                         | Argentina | 2000-2001 |
| Atlético Rafaela                 | Argentina | 2001-2004 |
| Colón de Santa Fe                | Argentina | 2004-2005 |
| Argentinos Juniors               | Argentina | 2005      |
| León                             | México    | 2006      |
| Gimnasia y Esgrima de Jujuy      | Argentina | 2006-2007 |
| Colón de Santa Fe                | Argentina | 2007-2008 |
| Independiente                    | Argentina | 2008-2010 |
| Necaxa                           | México    | 2010-2011 |
| Atlético Rafaela                 | Argentina | 2011-2013 |
| Colón de Santa Fe                | Argentina | 2013-2014 |
| Aldosivi de Mar del Plata        | Argentina | 2014-2015 |
| Ben Hur de Rafaela               | Argentina | 2016-2017 |
| Atlético Rafaela                 | Argentina | 2017-2018 |
| Libertad de Sunchales            | Argentina | 2019-2020 |
| Club Atlético Miramar de Córdoba | Argentina | 2022-Act. |

### Estadísticas
| Club                    | Temporada           | Div.                | Liga | Liga | Copa Nacional | Copa Nacional | Copa Internacional | Copa Internacional | Total | Total |
| Club                    | Temporada           | Div.                | PJ   | G    | PJ            | G             | PJ                 | G                  | PJ    | G     |
| ----------------------- | ------------------- | ------------------- | ---- | ---- | ------------- | ------------- | ------------------ | ------------------ | ----- | ----- |
| Platense Argentina      |                     |                     |      |      |               |               |                    |                    |       |       |
| 2000/01                 | 2ª                  | 7                   | 1    | -    | -             | -             | -                  | 7                  | 1     |       |
| Total                   | Total               | 7                   | 1    | -    | -             | -             | -                  | 7                  | 1     |       |
| Atl. Rafaela Argentina  |                     |                     |      |      |               |               |                    |                    |       |       |
| 2001/02                 | 2ª                  | 23                  | 1    | -    | -             | -             | -                  | 23                 | 1     |       |
| 2002/03                 | 2ª                  | 34                  | 9    | -    | -             | -             | -                  | 34                 | 9     |       |
| 2003/04                 | 1ª                  | 30                  | 8    | -    | -             | -             | -                  | 30                 | 8     |       |
| 2011/12                 | 1ª                  | 32                  | 13   | -    | -             | -             | -                  | 32                 | 13    |       |
| 2012/13                 | 1ª                  | 29                  | 9    | -    | -             | -             | -                  | 29                 | 9     |       |
| Total                   | Total               | 148                 | 40   | -    | -             | -             | -                  | 148                | 40    |       |
| Colón (SF) Argentina    |                     |                     |      |      |               |               |                    |                    |       |       |
| 2004/05                 | 1ª                  | 32                  | 6    | -    | -             | -             | -                  | 32                 | 6     |       |
| 2007/08                 | 1ª                  | 35                  | 10   | -    | -             | -             | -                  | 35                 | 10    |       |
| 2013/14                 | 1ª                  | 15                  | 1    | -    | -             | -             | -                  | 15                 | 1     |       |
| Desempate               | 1ª                  | 1                   | 0    | -    | -             | -             | -                  | 1                  | 0     |       |
| Total                   | Total               | 83                  | 17   | -    | -             | -             | -                  | 83                 | 17    |       |
| Argentinos Argentina    |                     |                     |      |      |               |               |                    |                    |       |       |
| 2005/06                 | 1.ª                 | 8                   | 0    | -    | -             | -             | -                  | 8                  | 0     |       |
| Total                   | Total               | 8                   | 0    | -    | -             | -             | -                  | 8                  | 0     |       |
| León · México           |                     |                     |      |      |               |               |                    |                    |       |       |
| 2005/06                 | 1.ª                 | 17                  | 9    | -    | -             | -             | -                  | 17                 | 9     |       |
| Total                   | Total               | 17                  | 9    | -    | -             | -             | -                  | 17                 | 9     |       |
| Gimnasia (J) Argentina  |                     |                     |      |      |               |               |                    |                    |       |       |
| 2006/07                 | 1.ª                 | 34                  | 7    | -    | -             | -             | -                  | 34                 | 7     |       |
| Total                   | Total               | 34                  | 7    | -    | -             | -             | -                  | 34                 | 7     |       |
| Independiente Argentina |                     |                     |      |      |               |               |                    |                    |       |       |
| 2008/09                 | 1.ª                 | 28                  | 3    | -    | -             | 2             | 1                  | 30                 | 4     |       |
| 2009/10                 | 1.ª                 | 35                  | 14   | -    | -             | -             | -                  | 35                 | 14    |       |
| Total                   | Total               | 63                  | 17   | -    | -             | 2             | 1                  | 65                 | 18    |       |
| Necaxa · México         |                     |                     |      |      |               |               |                    |                    |       |       |
| 2010/11                 | 1.ª                 | 26                  | 9    | -    | -             | -             | -                  | 26                 | 9     |       |
| Total                   | Total               | 26                  | 9    | -    | -             | -             | -                  | 26                 | 9     |       |
| Aldosivi Argentina      |                     |                     |      |      |               |               |                    |                    |       |       |
| 2014                    | 2.ª                 | 3                   | 1    | -    | -             | -             | -                  | 3                  | 1     |       |
| Total                   | Total               | 3                   | 1    | -    | -             | -             | -                  | 3                  | 1     |       |
| Total en su carrera     | Total en su carrera | Total en su carrera | 389  | 102  | -             | -             | 2                  | 1                  | 391   | 103   |

## Palmarés
| Título             | Club             | País      | Año  |
| ------------------ | ---------------- | --------- | ---- |
| Primera B Nacional | Atlético Rafaela | Argentina | 2003 |